# Annemarie Lehmann
Annemarie Lehmann, geborene Stöckl, (* 25. Januar 1938) ist eine deutsche zweimalige Weltmeisterin im Feldbogenschießen.

## Leben
Sie lernte von 1955 bis 1957 Chemotechnikerin und arbeitete von 1957 bis 1959 in der Druckerei ihres Ehemannes in München. Anschließend war sie Hausfrau und Mutter zweier Söhne. Später führte sie einen eigenen Handarbeitsladen an ihrem Wohnort Eichenau bei München. Sie und ihr Mann (Klaus) Peter Lehmann betrieben nebenher das Bogenschießen, sie jedoch erfolgreicher. Annemarie Lehmann gehörte dem BCK München an. Nach ihrer aktiven Zeit trat sie als Trainerin dem USC München bei und bestritt auch noch gelegentlich Wettkämpfe.
Bei der Weltmeisterschaft am 4. und 5. September 1976 in Mölndal bei Göteborg wurde sie ebenso Weltmeisterin in der Disziplin Feldbogen/Olympischer Bogen wie am 16. und 17. September 1978 in Genf. 1980 in Palmerston North, Neuseeland, erreichte sie den dritten Platz. Am 11. Juni 1979 erhielt sie die höchste deutsche Sportauszeichnung, das Silberne Lorbeerblatt.

## Auszeichnungen
- 1979: Silbernes Lorbeerblatt nach Verteidigung des Weltmeistertitels
- (Jahr unbekannt): Großes Protektorabzeichen in Gold für ihre Verdienste um das deutsche Schützenwesen